# Gnomes & Trolls
Gnomes & Trolls (Originaltitel: Gnome Alone) ist eine US-amerikanisch-kanadisch-britische animierte Fantasy-Filmkomödie aus dem Jahr 2017, die von Peter Lepeniotis inszeniert und von Michael Schwartz und Zina Zaflow geschrieben wurde. Er basiert auf einer Kurzgeschichte von Robert Moreland. Der von Vanguard Animation und 3QU Media produzierte Film zeigt die Sprecher Becky G, Josh Peck, Olivia Holt, George Lopez, Patrick Stump und David Koechner.

## Handlung
Die Jugendliche Chloé und ihre Mutter ziehen in ein altes, verfallenes Haus, welches einem Geisterhaus gleicht. Chloé findet auf dem Dachboden einen leuchtenden Stein und schenkt ihn später Brittany, einem angesagten Mädchen an der Schule, von der sie sich eine neue Freundschaft erhofft. Alleine im Haus wird Chloé von einem gefräßigen Troll attackiert, den sie mit Nahrungsmitteln vollstopft. Weitere aggressive Trolle werden plötzlich von heraneilenden Gnomen mit Schleim-Pistolen neutralisiert. Die Gnome suchen den Schlüsselstein, den Chloé unwissentlich weiterverschenkt hat. Nur mit dem Stein kann das Portal zu der Troll-Welt kontrolliert werden und muss sofort wieder beschafft werden. Die Gnome und der unbeholfene Nachbarsjunge Liam versuchen die Troll-Invasion in Schach zu halten, dabei wird Liam in die Troll-Welt gesogen. Da Chloé den Schlüsselstein nicht wiedererlangen konnte, seilt sie sich zu ihrem neuen Freund Liam in die Troll-Welt hinab. Dort treffen sie den verschollenen Gnom-Anführer Zamfeer wieder und gemeinsam können sie den zentralen Riesenkristall zerstören, um die Troll-Welt zu vernichten. Unerwartet erscheint noch ein Mega-Troll, ein riesiges Wesen aus der Troll-Welt im Haus. Dieses Wesen kann Chloé zerstören, indem es den Schlüsselstein zusammen mit einem Akku und der Schleimpflanze als Bombe in das Wesen einwirft. Als wieder Frieden eingekehrt ist geht Chloé und ihr neuer Freund Liam gemeinsam zur Schule.

## Synchronisation
Die deutschsprachige Synchronisation entstand bei Splendid Synchron in Köln unter der Dialogregie und nach dem Dialogbuch von Ilya Welter.
| Rolle       | Originalsprecher | Deutscher Sprecher      |
| ----------- | ---------------- | ----------------------- |
| Chloé       | Becky G          | Meri Dogan              |
| Liam        | Josh Peck        | Tom Raczko              |
| Catherine   | Tara Strong      | Julia von Tettenborn    |
| Brittany    | Olivia Holt      | Fabienne Hesse          |
| Zamfeer     | David Koechner   | Hans Bayer              |
| Quicksilver | Jeff Dunham      | Hans-Gerd Kilbinger     |
| Alpha       | Patrick Stump    | Volker Wolf             |
| Bravo       | Patrick Stump    | Gregor Höppner          |
| Charlie     | Patrick Stump    | Daniel Werner           |
| Trey        | George Lopez     | Louis Friedemann Thiele |

## Kritik
Auf der Website Rotten Tomatoes erhielt der Film eine vom Publikum mittlere Wertung von 46 %. Die beiden Kritiker, die sich dem Film widmeten, schätzten ihn verschieden ein.